# برحذر بودن! توده
برحذر بودن! توده (به انگلیسی: Beware! The Blob) (همچنین با نام‌های توده ۲ و بازگشت توده نیز شناخته می‌شود) یک فیلم مستقل ترسناک و علمی تخیلی آمریکایی به کارگردانی لری هگمن است که در سال ۱۹۷۲ منتشر شد. این فیلم دنباله‌ای بر توده (فیلم ۱۹۵۸) محسوب می‌شود.

## بازیگران
- رابرت واکر در نقش بابی هارتفورد
- گوئین گیلفورد در نقش لیزا کلارک
- ریچارد استال در نقش ادوارد فازیو
- ریچارد وب در نقش کلانتر جونز
- مارلین کلارک در نقش ماریان هارگیس
- گریت گراهام در نقش جو
- جی جی جانستون به عنوان معاون کلی دیویس
- دیک وان پاتن در نقش استاد پیشاهنگ ادلمن
- فرد اسموت در نقش مایک پینستتر

## شبکه خانگی
در سال ۲۰۱۱ و ۲۰۱۶ این فیلم به صورت نسخه دی‌وی‌دی منتشر شد.

## دنباله
قرار بود ادامه این فیلم با عنوان توده لعنتی ساخته شود ولی این پروژه کنسل شد و هرگز قسمت سومی ساخته نشد.